# Карде
Кардѐ (на италиански и на пиемонтски: Cardé) е село и община в Северна Италия, провинция Кунео, регион Пиемонт. Разположено е на 258 m надморска височина. Населението на общината е 1124 души (към 2010 г.).